# Tire (İzmir)
Pour les articles homonymes, voir Tire.
Tire est un chef lieu de district de la province d'İzmir, en Turquie. Elle est située dans la vallée du Caystre, à 82 km au sud-est d'İzmir.
C'est l'ancienne Metropolis ad Caystrum de l'Antiquité.